# 2,3-Dihidrotiofén
A dihidrotiofén kénorganikus heterociklusos vegyület, képlete C4H6S. Két izomerje létezik, az egyik a jobbra ábrázolt 2,3-dihidro-, a másik a szimmetrikusabb 2,5-dihidro izomer (utóbbi CAS-száma 1708-32-3). Mindkét anyag színtelen, tioéterekre jellemző szagú folyadék. Reakciókészségüket tekintve mindkét izomer mutatja az alkének és tioéterek sajátságait, a szénatomon addíciós, a kénatomon oxidációs reakciók mennek végbe. A tiofén ilyen reakciókban nem vesz részt.

## Fordítás
Ez a szócikk részben vagy egészben  a(z)   2,3-Dihydrothiophene című angol Wikipédia-szócikk ezen változatának fordításán alapul.  Az eredeti cikk szerkesztőit annak laptörténete sorolja fel. Ez a jelzés csupán a megfogalmazás eredetét és a szerzői jogokat jelzi, nem szolgál a cikkben szereplő információk forrásmegjelöléseként.